# Marcus Annaeus Lucanus
Marcus Annaeus Lucanus (Corduba, 39. november 3. – Róma, 65. április 30.) hispaniai származású, lovagrendű költő, Lucius Annaeus Seneca unokaöccse. Seneca révén Nero császár bizalmasai közé került, 22 éves korában quaestor, később augur lett.
Nagy tehetségű és nagyravágyó ifjú volt. A 60-as Neronián lépett fel először nyilvánosan költeményének felolvasásával. 62-ben vagy 63-ban adta a végül befejezetlenül maradó eposzának első három könyvét. Nero állítólag megirigyelte irodalmi sikereit és eltiltotta őt költeményeinek felolvasásától, ennek következtében a Piso-féle összeesküvésbe is belekeveredett, ezért 65-ben kivégezték vagy öngyilkosságra kényszerítették. Valójában a viszonyuk lassanként változott meg, mivel Lucanus nézetei egyre erősebb köztársasági színezetet kaptak. Eposzában Caesart zsarnoknak ábrázolja, filozófiája a sztoicizmus felé közeledett.
Stílusa patetikus, és Quintilianus jellemzése szerint inkább szónoki, mint költői. Főműve tartalmában ugyan a történelemről szól, de erős aktuálpolitikai színezettel, így egyáltalán nem biztos, hogy Nero a költői sikerét irigyelte meg, sokkal inkább a költő köztársasági mondanivalójával, a Iulius–Claudius-dinasztia érdekeit messzemenően nem fedő értékrendjével nem szimpatizált. Ezért Lucanusnak az összeesküvésben való részvételét sem lehet a sértett költővel magyarázni.

## Magyarul
- Lukanus első könyve; ford. Bessenyei György; Landerer, Pozsony, 1776
- Marcus Annaeus Lucanus Pharsaliája, vagy is Polgári háborúja; ford., bev. Sztrokay Antal; Trattner-Károlyi, Pest, 1833
- Marcus Annaeus Lucanus Pharsáliája, vagyis A polgárháború; ford. Laky Demeter; Ráth, Pest, 1867
- Marcus Annaeus Lucanus Pharsaliája; ford. Baksai Sándor; Ráth, Pest, 1869
- Lukán: Fárzália, vagy Polgárharc ősköltemény; ford., előszó, életrajz, jegyz., szótár Márki József; Rudnyánszky Ny., Bp., 1885